# Nekrolog 1. Quartal 1935
Nekrolog
◄◄
| ◄
| 1931
| 1932
| 1933
| 1934
| 1935 | 1936 | 1937 | 1938 | 1939 | ► | ►►
1. Quartal |
2. Quartal |
3. Quartal |
4. Quartal 1935
Weitere Ereignisse | Allgemeiner Nekrolog 1935
Die Beschreibung der verstorbenen Person sollte so kurz wie möglich gehalten sein und nur deren signifikante Tätigkeit(en) enthalten.
Neue Namen ggf. auch unter dem Geburts- und Sterbedatum, also etwa unter 1. Januar und im Geburts- und Sterbejahr (2024) eintragen (nur bei entsprechender großer Wichtigkeit). Für Beispiele siehe die schon vorhandenen Artikel.
Außerdem über die fünf zuletzt Verstorbenen, zu denen es einen ausreichend guten Artikel für eine Präsentation auf der Hauptseite gibt, nach der todesbedingten Überarbeitung der Artikel ggf. auch unter Wikipedia Diskussion:Hauptseite informieren und sie am besten auch in den anderen Wikipedia-Sprachversionen eintragen. Tipp: Regelmäßig bei news.google.de nach „ist tot“, „gestorben“ oder „verstorben“ suchen.
Wenn eine Person gestorben ist, gibt es viele Seiten zu dieser Person in der Wikipedia, die davon auch betroffen sind und entsprechend aktualisiert werden müssen. Beispiele: Namenübersichtsseite, Geburtsjahr, Geburtsort-Seiten und viele mehr.
Wie finde ich die betroffenen Seiten?
Im Suchfeld auf der linken Seite gibt man den Suchbegriff so ein: „Vorname Nachname“. Dann klickt man auf Volltext und alle Seiten mit entsprechendem Suchtext werden aufgerufen. Hier sieht man dann schnell, wo auch das Todesjahr Sinn macht oder sogar ein Teil des Artikels angepasst werden muss. Auch hilft das „Werkzeug“ auf der linken Seite sehr gut, um solche Seiten aufzufinden: „Links auf diese Seite“. Somit ist die Wikipedia wieder aktuell in allen Bereichen! Hinweis: bei Eintragung der Kategorie „Gestorben JAHR“ wird der Missbrauchsfilter 49 ausgelöst, was jedoch nicht schlimm ist. Siehe: Spezial:Missbrauchsfilter/49
Dies ist eine Liste von im ersten Quartal 1935 verstorbenen bekannten Persönlichkeiten. Die Einträge erfolgen innerhalb der einzelnen Daten alphabetisch sortiert. Tiere sind im Nekrolog für Tiere zu finden.

## Januar
| Tag        | Name                                            | Beruf, bekannt als | Alter | Beleg |
| ---------- | ----------------------------------------------- | --- | ----- | ----- |
| 1. Januar  | Francis Alphonsus Bourne                        | englischer katholischer Theologe und Kardinal                                                                           | 73    |       |
| 1. Januar  | Erich Kallius                                   | deutscher Mediziner | 67    |       |
| 1. Januar  | Victor von Woikowsky-Biedau                     | deutscher Komponist und Oberregierungsrat                                                                               | 68    |       |
| 2. Januar  | Francis Birrell                                 | britischer Journalist, Herausgeber, Übersetzer und Literaturkritiker                                                    | 45    |       |
| 2. Januar  | Maurus Carnot                                   | Schweizer Ordensgeistlicher, Dichter und Lehrer                                                                         | 69    |       |
| 2. Januar  | Wenzel Holek                                    | tschechischer Publizist und Erzieher                                                                                    | 70    |       |
| 2. Januar  | Louisa Lumsden                                  | schottisch-britische Frauenrechtlerin und Bildungsaktivistin                                                            | 94    |       |
| 2. Januar  | Alfred Chilton Pearson                          | britischer klassischer Philologe                                                                                        | 73    |       |
| 2. Januar  | Xenophon Overton Pindall                        | US-amerikanischer Politiker                                                                                             | 61    |       |
| 3. Januar  | Stefan Großmann                                 | österreichischer Schriftsteller und Journalist                                                                          | 59    |       |
| 3. Januar  | Max Gutknecht                                   | deutscher Verwaltungsjurist, Politiker, Rittergutsbesitzer und Manager                                                  | 58    |       |
| 3. Januar  | Francis Mary Redwood                            | englischer Bischof | 95    |       |
| 4. Januar  | Edmond Obrecht                                  | römisch-katholischer Geistlicher und Trappistenabt                                                                      | 82    |       |
| 4. Januar  | Otto Seele                                      | deutscher Schlagzeuger, Komponist und Musikverleger                                                                     | 78    |       |
| 4. Januar  | Caecilie Seler-Sachs                            | deutsche Ethnologin, Fotografin und Autorin                                                                             | 79    |       |
| 4. Januar  | William J. Wynn                                 | US-amerikanischer Politiker                                                                                             | 74    |       |
| 5. Januar  | Hans Kohn                                       | deutscher Mediziner | 68    |       |
| 5. Januar  | Siegfried Schneider                             | deutscher Franziskaner-Pater und Verfasser christlicher Literatur; Former der Krippenbewegung im deutschsprachigen Raum | 40    |       |
| 5. Januar  | Adam Martin Wyant                               | US-amerikanischer Politiker                                                                                             | 65    |       |
| 6. Januar  | Cecil Aldin                                     | britischer Illustrator und Maler                                                                                        | 64    |       |
| 6. Januar  | Otto Hörth                                      | deutscher Journalist, Publizist und Schriftsteller                                                                      | 92    |       |
| 7. Januar  | James Alfred Ewing                              | schottischer Physiker und Ingenieur                                                                                     | 79    |       |
| 7. Januar  | Hermann Gumpel                                  | deutscher Bankier und Unternehmer, jüdischer Emigrant 1933                                                              | 72    |       |
| 7. Januar  | Burr W. Jones                                   | US-amerikanischer Jurist und Politiker                                                                                  | 88    |       |
| 7. Januar  | John J. Monaghan                                | US-amerikanischer Geistlicher, Bischof von Wilmington                                                                   | 78    |       |
| 8. Januar  | Louis de Beaufront                              | französischer Esperantist und Mitbegründer der konkurrierenden Plansprache Ido                                          | 79    |       |
| 8. Januar  | Rudolf Wegscheider                              | österreichischer Chemiker                                                                                               | 75    |       |
| 10. Januar | Virginie Demont-Breton                          | französische Malerin | 75    |       |
| 10. Januar | Edwin Flack                                     | australischer Mittelstreckenläufer, Tennisspieler und Olympiasieger                                                     | 61    |       |
| 10. Januar | Hans Follmann                                   | Senatspräsident am Reichsversicherungsamt und am Reichsversorgungsgericht                                               | 71    |       |
| 10. Januar | Christopher Columbus Harris                     | US-amerikanischer Rechtsanwalt, Bankier und Politiker                                                                   | 92    |       |
| 11. Januar | Gottlieb von Jagow                              | deutscher Diplomat und Politiker                                                                                        | 71    |       |
| 11. Januar | Alfred Jeremias                                 | deutscher Religionshistoriker und Assyriologe                                                                           | 70    |       |
| 11. Januar | Carl Paal                                       | deutsch-österreichischer Chemiker                                                                                       | 74    |       |
| 11. Januar | Marcella Sembrich                               | polnische Opernsängerin (Sopran)                                                                                        | 76    |       |
| 11. Januar | Carl Wehmer                                     | deutscher Chemiker und Mykologe                                                                                         | 76    |       |
| 12. Januar | Adolf Eckstein                                  | Rabbiner und Autor von Büchern zur Geschichte der Juden in Franken                                                      | 77    |       |
| 12. Januar | Albert Maennchen                                | deutscher Maler | 61    |       |
| 12. Januar | William Whitehouse                              | britischer Cellist und Musikpädagoge                                                                                    | 75    |       |
| 13. Januar | George E. Gorman                                | US-amerikanischer Politiker                                                                                             | 61    |       |
| 13. Januar | Anthony J. Griffin                              | US-amerikanischer Jurist und Politiker                                                                                  | 68    |       |
| 13. Januar | Anton Stychel                                   | polnisch-deutscher Geistlicher und Politiker, MdR                                                                       | 75    |       |
| 14. Januar | Edgar Haniel von Haimhausen                     | deutscher Diplomat | 64    |       |
| 14. Januar | Heinrich Schenker                               | österreichischer Musiktheoretiker galizischer Herkunft                                                                  | 66    |       |
| 14. Januar | Kuno Arndt von Steuben                          | preußischer General der Infanterie im Ersten Weltkrieg                                                                  | 79    |       |
| 14. Januar | Oskar Waldhauer                                 | deutsch-baltischer Klassischer Archäologe                                                                               | 51    |       |
| 15. Januar | Albert Erlenmeyer                               | deutscher Jurist | 66    |       |
| 15. Januar | John Møller                                     | norwegischer Sportschütze                                                                                               | 69    |       |
| 15. Januar | Erich von Siegfried                             | deutscher Verwaltungsjurist, Landrat in Heiligenbeil                                                                    | 75    |       |
| 15. Januar | Bernhard Wachstein                              | jüdischer Gelehrter und Bibliograph                                                                                     | 66    |       |
| 15. Januar | Leo Weber                                       | Schweizer Jurist, Bundesbeamter sowie liberaler Politiker                                                               | 93    |       |
| 15. Januar | Ludwig von Windheim                             | deutscher Verwaltungsjurist und Oberpräsident der Provinzen Hessen-Nassau, Ostpreußen und Hannover                      | 77    |       |
| 16. Januar | Ma Barker                                       | US-amerikanische Kriminelle                                                                                             | 61    |       |
| 16. Januar | Ludwig Bernhard                                 | deutscher Nationalökonom und Hochschullehrer                                                                            | 59    |       |
| 16. Januar | Franklin S. Billings                            | US-amerikanischer Politiker und Gouverneur des Bundesstaates Vermont (1925–1927)                                        | 72    |       |
| 16. Januar | Alicia von Bourbon-Parma                        | Prinzessin von Bourbon-Parma                                                                                            | 85    |       |
| 16. Januar | Otto Brandt                                     | deutscher Historiker | 42    |       |
| 16. Januar | Zoltán Döhme                                    | ungarischer Opernsänger (Bariton/Tenor)                                                                                 |       |       |
| 16. Januar | Magda Irschick                                  | österreichisch-deutsche Theaterschauspielerin                                                                           | 93    |       |
| 16. Januar | Julia Jobst                                     | deutsche Schriftstellerin                                                                                               | 81    |       |
| 16. Januar | Carl Leid                                       | deutscher Politiker (SPD), MdL                                                                                          | 67    |       |
| 16. Januar | Wilhelm Schulze                                 | deutscher Sprachwissenschaftler, Indogermanist und klassischer Philologe                                                | 71    |       |
| 16. Januar | Richard Wetz                                    | deutscher Komponist, Kapellmeister und Musikpädagoge                                                                    | 59    |       |
| 17. Januar | Hans Bacmeister                                 | deutscher Regisseur | 62    |       |
| 17. Januar | Carl Fleischmann                                | deutscher Maler und Lehrer an der Kunstgewerbeschule Nürnberg                                                           | 81    |       |
| 17. Januar | Leopold Löblich                                 | österreichischer Kupferschmied und Unternehmer                                                                          | 72    |       |
| 17. Januar | Maria Theresia zu Löwenstein-Wertheim-Rosenberg | deutsche Adlige, durch Heirat Thronprätendentin von Portugal                                                            | 65    |       |
| 17. Januar | Karl Memmler                                    | deutscher Materialprüfungswissenschaftler                                                                               | 61    |       |
| 18. Januar | Gustav Garbe                                    | deutscher Politiker (SPD) und Gewerkschaftsfunktionär                                                                   | 69    |       |
| 18. Januar | Emanuele Paternò                                | italienischer Chemiker                                                                                                  | 87    |       |
| 19. Januar | Christian Hülsen                                | deutscher Klassischer Archäologe und Epigraphiker                                                                       | 76    |       |
| 19. Januar | Bessarion Lominadse                             | georgischer Politiker (KP)                                                                                              | 37    |       |
| 19. Januar | Arthur Müller                                   | deutscher Unternehmer und Erfinder                                                                                      | 63    |       |
| 19. Januar | Louise Müller                                   | deutsche Sopranistin | 58    |       |
| 19. Januar | Marie Schulz                                    | deutsche Politikerin (DDP), Historikerin, Pädagogin, Lehrerin, Frauenrechtlerin                                         | 52    |       |
| 20. Januar | Julius Manigold                                 | deutscher Komponist und Flötenvirtuose                                                                                  | 61    |       |
| 20. Januar | Johann Reinbacher                               | österreichischer Volksheiler oder „Bauerndoktor“                                                                        | 68    |       |
| 20. Januar | Josef Schmied-Kowarzik                          | österreichischer Privatgelehrter und Fechtsporthistoriker                                                               | 84    |       |
| 20. Januar | Erna Scholz                                     | deutsche Lokalpolitikerin (KPD) und Widerstandskämpferin gegen das NS-Regime                                            | 28    |       |
| 20. Januar | William I. Traeger                              | US-amerikanischer Politiker                                                                                             | 54    |       |
| 21. Januar | Robert Livingston Beeckman                      | US-amerikanischer Politiker und Tennisspieler                                                                           | 68    |       |
| 21. Januar | Adolf von Brauchitsch                           | deutscher Offizier, Generalmajor der Reichswehr                                                                         | 58    |       |
| 21. Januar | Hugo Clason                                     | schwedischer Segler | 69    |       |
| 21. Januar | Alfred Hansen                                   | deutscher Kameramann | 49    |       |
| 21. Januar | Wilhelm Kattwinkel                              | deutscher Neurologe und Paläontologe                                                                                    | 68    |       |
| 22. Januar | Zequinha de Abreu                               | brasilianischer Komponist und Instrumentalist                                                                           | 54    |       |
| 22. Januar | Erich Caspar                                    | deutscher Historiker | 55    |       |
| 22. Januar | Friedrich König                                 | deutscher Politiker (NLP, DDP)                                                                                          | 77    |       |
| 22. Januar | James Medbury MacKaye                           | US-amerikanischer Ingenieur und Philosoph                                                                               | 62    |       |
| 22. Januar | Simon Maris                                     | niederländischer Maler und Kunsthändler                                                                                 | 61    |       |
| 23. Januar | Rudolf Formis                                   | deutscher Ingenieur, Radiotechniker und Opfer des Nationalsozialismus                                                   | 40    |       |
| 23. Januar | John C. Funch                                   | deutscher Agronom, Gutsbesitzer, oldenburgischer Kammerpräsident und Oldenburgischer Landtagsabgeordneter               | 82    |       |
| 23. Januar | Aegidius Mayer                                  | österreichischer Geistlicher und Politiker (CSP), Landtagsabgeordneter zum Vorarlberger Landtag                         | 77    |       |
| 23. Januar | Richard Sheldon                                 | US-amerikanischer Leichtathlet                                                                                          | 56    |       |
| 24. Januar | Walther Hermes                                  | deutscher Theologe | 57    |       |
| 24. Januar | Ulrico Hoepli                                   | Schweizer Buchhändler und Verleger, tätig in Mailand                                                                    | 87    |       |
| 24. Januar | Christian Juel                                  | dänischer Mathematiker                                                                                                  | 79    |       |
| 24. Januar | Alexander Wigram Allen Leeper                   | australischer Diplomat in britischen Diensten                                                                           | 48    |       |
| 24. Januar | Anna Müller-Lincke                              | deutsche Soubrette und Bühnen- und Filmschauspielerin                                                                   | 65    |       |
| 24. Januar | John Barton Payne                               | amerikanischer Anwalt und Politiker, Chairman des Amerikanischen Roten Kreuzes und der Liga der Rotkreuz-Gesellschaften | 79    |       |
| 24. Januar | Julian Peabody                                  | US-amerikanischer Architekt                                                                                             | 53    |       |
| 24. Januar | Ernst Edler von der Planitz                     | deutsch-amerikanischer Schriftsteller                                                                                   | 77    |       |
| 24. Januar | Thomas Stevens                                  | britischer Autor und Abenteurer                                                                                         | 80    |       |
| 25. Januar | Robert Gerling                                  | deutscher Versicherungsunternehmer                                                                                      | 56    |       |
| 25. Januar | Walerian Wladimirowitsch Kuibyschew             | sowjetischer Politiker                                                                                                  | 46    |       |
| 25. Januar | Alfred Loewy                                    | deutscher Mathematiker                                                                                                  | 61    |       |
| 25. Januar | Willi Muth                                      | deutscher Kommunist und Widerstandskämpfer                                                                              | 35    |       |
| 25. Januar | Vasile Suciu                                    | rumänisch griechisch-katholischer Erzbischof von Făgăraș und Alba Iulia                                                 | 62    |       |
| 26. Januar | Robert E. Coontz                                | Admiral der US Navy | 70    |       |
| 26. Januar | Jay Gould II                                    | US-amerikanischer Sportler                                                                                              | 46    |       |
| 26. Januar | José Sánchez-Guerra Martínez                    | Ministerpräsident von Spanien                                                                                           | 75    |       |
| 26. Januar | Emile Savoy                                     | Schweizer Politiker und Staatsrat des Kantons Freiburg                                                                  | 57    |       |
| 27. Januar | Fritz Bopp                                      | Schweizer Journalist, Dichter und Politiker                                                                             | 72    |       |
| 27. Januar | Gustav Edmund Pazaurek                          | böhmisch-deutscher Kunsthistoriker                                                                                      | 69    |       |
| 28. Januar | Gustav von Escherich                            | österreichischer Mathematiker                                                                                           | 85    |       |
| 28. Januar | Herbert James Hagerman                          | US-amerikanischer Politiker                                                                                             | 63    |       |
| 28. Januar | Emil Heerwagen                                  | deutscher Orgelbauer | 77    |       |
| 28. Januar | Michail Michailowitsch Ippolitow-Iwanow         | russischer Komponist und Dirigent                                                                                       | 75    |       |
| 28. Januar | Patricio G. Mariano                             | philippinischer Dramatiker, Dichter, Journalist, Schriftsteller, Revolutionär, Komponist, Musiker und Maler             | 57    |       |
| 28. Januar | Tsubouchi Shōyō                                 | japanischer Schriftsteller                                                                                              | 75    |       |
| 29. Januar | Karl Budde                                      | deutscher protestantischer Theologe (Alttestamentler)                                                                   | 84    |       |
| 29. Januar | Thomas A. Doyle                                 | US-amerikanischer Politiker                                                                                             | 49    |       |
| 29. Januar | Francis Koene                                   | niederländischer Violinist und Konzertmeister                                                                           | 35    |       |
| 29. Januar | Julius Levin                                    | deutscher Mediziner, Schriftsteller und Geigenbauer                                                                     | 73    |       |
| 29. Januar | Walter Paget                                    | britischer Illustrator                                                                                                  | 73    |       |
| 29. Januar | Carl Rademacher                                 | deutscher Prähistoriker, Heimatforscher und Schriftsteller                                                              | 75    |       |
| 29. Januar | Owen A. Wells                                   | US-amerikanischer Politiker                                                                                             | 90    |       |
| 29. Januar | André von Zombori-Kún                           | Kapellmeister, Komponist, Theaterkritiker, Schriftsteller                                                               | 36    |       |
| 30. Januar | J. S. Fletcher                                  | englischer Journalist und Schriftsteller                                                                                | 71    |       |
| 31. Januar | Otto Aichel                                     | deutscher Anatom, Embryologe, Anthropologe und Hochschullehrer                                                          | 63    |       |
| 31. Januar | Helene Glatzer                                  | deutsche antifaschistische Widerstandskämpferin                                                                         | 32    |       |
| 31. Januar | Wilhelm Freiherr Marschall von Bieberstein      | deutscher Flieger | 44    |       |
| 31. Januar | Albert McIntire                                 | US-amerikanischer Politiker                                                                                             | 82    |       |
| 31. Januar | Eberhard von Schmettow                          | preußischer Generalleutnant im Ersten Weltkrieg, Generaladjutant des deutschen Kaisers                                  | 73    |       |
| 31. Januar | Rodger Smith                                    | kanadischer Eishockeyspieler                                                                                            | 38    |       |
| 31. Januar | Davis Trietsch                                  | deutscher Schriftsteller und zionistischer Wirtschaftspolitiker                                                         | 65    |       |
| 31. Januar | Hasso von Wedel                                 | preußischer Generalleutnant im Ersten Weltkrieg                                                                         | 75    |       |

## Februar
| Tag         | Name                                  | Beruf, bekannt als                                                                                                 | Alter | Beleg |
| ----------- | ------------------------------------- | --- | ----- | ----- |
| 1. Februar  | Ludwig Bauer                          | österreichisch-schweizerischer deutschsprachiger Dramatiker, Journalist und Pazifist                               | 58    |       |
| 1. Februar  | Jakob Elias Poritzky                  | deutscher Schauspieler und Schriftsteller                                                                          | 59    |       |
| 1. Februar  | Paul Preißler                         | deutscher Maler, Illustrator und Kunstprofessor                                                                    |       |       |
| 1. Februar  | Julius Schmid                         | österreichischer Maler und Zeichner                                                                                | 80    |       |
| 2. Februar  | Franz Paul Fiebrich                   | österreichischer Komponist von Wienerliedern, Volkssänger, Chorleiter und Dichter                                  | 55    |       |
| 2. Februar  | Hans Hahne                            | deutscher Mediziner und Prähistoriker                                                                              | 59    |       |
| 2. Februar  | Gustav Hoffmann                       | deutscher Kinderschuhfabrikant                                                                                     | 62    |       |
| 2. Februar  | Heinrich Koenige                      | deutscher Jurist, Senatspräsident am Reichsgericht                                                                 | 82    |       |
| 2. Februar  | Clara Smith                           | US-amerikanische Blues-Sängerin                                                                                    |       |       |
| 2. Februar  | Alfred Otto Stammann                  | deutscher Rechtsanwalt                                                                                             | 63    |       |
| 2. Februar  | Karl Thom                             | evangelischer Geistlicher                                                                                          | 34    |       |
| 2. Februar  | Josef Tillmans                        | deutscher Lebensmittelchemiker                                                                                     | 58    |       |
| 2. Februar  | Jakob Wolff                           | deutscher Jurist, Präsident des Oberlandesgerichts Celle                                                           | 84    |       |
| 3. Februar  | Eddie Boland                          | US-amerikanischer Schauspieler                                                                                     | 51    |       |
| 3. Februar  | Charles Flahault                      | französischer Botaniker                                                                                            | 82    |       |
| 3. Februar  | Hans Jokl                             | österreichischer Politiker (SdP), Abgeordneter zum Nationalrat                                                     | 56    |       |
| 3. Februar  | Hugo Junkers                          | deutscher Ingenieur und Unternehmer                                                                                | 76    |       |
| 3. Februar  | Quincas Laranjeiras                   | brasilianischer Gitarrist und Komponist                                                                            | 61    |       |
| 3. Februar  | Hermann Pachnicke                     | deutscher Politiker (DFP, FVg, FVP, DDP), MdR                                                                      | 77    |       |
| 4. Februar  | Reginald Oliver Herzog                | österreichischer Physiko-Chemiker                                                                                  | 56    |       |
| 4. Februar  | Ernst von Richter                     | deutscher Verwaltungsjurist und Politiker, thüringischer und preußischer Staatsminister                            | 73    |       |
| 4. Februar  | Ferdinand Tusel                       | österreichischer Politiker                                                                                         | 83    |       |
| 5. Februar  | Herbert Weld Blundell                 | englischer Archäologe, Philanthrop und Segler                                                                      |       |       |
| 5. Februar  | Bohuslav Brauner                      | böhmischer Chemiker                                                                                                | 79    |       |
| 5. Februar  | Heinrich Harder                       | deutscher Landschaftsmaler                                                                                         | 76    |       |
| 5. Februar  | Max de Pourtalès                      | französischer Autorennfahrer                                                                                       | 41    |       |
| 6. Februar  | Anton von Premerstein                 | österreichischer Althistoriker                                                                                     | 65    |       |
| 6. Februar  | Jackson Whipps Showalter              | US-amerikanischer Schachspieler                                                                                    | 75    |       |
| 6. Februar  | Walther Spielmeyer                    | deutscher Psychiater und Neurologe                                                                                 | 55    |       |
| 7. Februar  | Nis Albrecht Johannsen der Ältere     | nordfriesischer Dichter                                                                                            | 79    |       |
| 7. Februar  | Leonhard Jores                        | deutscher Pathologe und Hochschullehrer                                                                            | 68    |       |
| 7. Februar  | Otto Lenel                            | deutscher Rechtshistoriker                                                                                         | 85    |       |
| 7. Februar  | Johannes Martini                      | deutscher Maler und Grafiker                                                                                       | 68    |       |
| 7. Februar  | James Leslie Mitchell                 | schottischer Schriftsteller                                                                                        | 33    |       |
| 7. Februar  | Herbert Ponting                       | englischer Fotograf                                                                                                | 64    |       |
| 7. Februar  | Douglas Volk                          | US-amerikanischer Maler                                                                                            | 78    |       |
| 7. Februar  | David White                           | US-amerikanischer Paläobotaniker und Geologe                                                                       | 72    |       |
| 8. Februar  | Joseph Chuard                         | Schweizer Politiker und Staatsrat des Kantons Freiburg                                                             | 64    |       |
| 8. Februar  | Otávio Fantoni                        | brasilianisch-italienischer Fußballspieler                                                                         | 27    |       |
| 8. Februar  | Max Liebermann                        | deutscher Maler und Grafiker                                                                                       | 87    |       |
| 8. Februar  | Johannes Lippmann                     | deutscher Maler und Lithograf                                                                                      | 77    |       |
| 8. Februar  | Eemil Nestor Setälä                   | finnischer Politiker                                                                                               | 70    |       |
| 9. Februar  | Robert Dirry                          | österreichischer Boxer und Ringer                                                                                  | 50    |       |
| 9. Februar  | Ksaver Šandor Gjalski                 | kroatischer Schriftsteller                                                                                         | 80    |       |
| 9. Februar  | Heinrich Hagleitner                   | österreichischer römisch-katholischer Pfarrer, Gymnasialprofessor, Komponist und Heimatforscher                    | 46    |       |
| 9. Februar  | Randolph Lycett                       | britischer Tennisspieler                                                                                           | 48    |       |
| 9. Februar  | Karl Nef                              | Schweizer Musikwissenschaftler und Hochschullehrer                                                                 | 61    |       |
| 10. Februar | Eusebia Palomino Yenes                | spanische Ordensschwester                                                                                          | 35    |       |
| 11. Februar | Franz Holper                          | deutscher Maler und Architekt                                                                                      | 72    |       |
| 11. Februar | Joseph C. Pringey                     | US-amerikanischer Politiker                                                                                        | 76    |       |
| 11. Februar | Claire Volkhart                       | deutsche Bildhauerin und Wachsbossiererin                                                                          | 48    |       |
| 12. Februar | Kai Donner                            | finnischer Sprachwissenschaftler                                                                                   | 46    |       |
| 12. Februar | Auguste Escoffier                     | französischer Meisterkoch                                                                                          | 88    |       |
| 12. Februar | Erwin Liek                            | deutscher Arzt und Publizist                                                                                       | 56    |       |
| 12. Februar | Johann Schreiber                      | Landtagsabgeordneter Großherzogtum Hessen                                                                          | 53    |       |
| 12. Februar | Adalbert Stehle                       | badischer Beamter                                                                                                  | 58    |       |
| 12. Februar | Lyon Gardiner Tyler                   | amerikanischer Pädagoge, Ahnenforscher und Historiker                                                              | 81    |       |
| 13. Februar | Ali bin Hussein                       | König des Hedschas (1924–1925)                                                                                     |       |       |
| 13. Februar | Bolesław Bałzukiewicz                 | polnischer Bildhauer und Professor                                                                                 | 56    |       |
| 13. Februar | Ioan Bianu                            | rumänischer Romanist, Bibliologe, Bibliothekar und Bibliograf                                                      | 78    |       |
| 13. Februar | Herbert Giles                         | britischer Sinologe                                                                                                | 89    |       |
| 13. Februar | Jaroslaw Marcinowski                  | Psychiater und Psychoanalytiker                                                                                    | 66    |       |
| 13. Februar | Violet Paget                          | britische Schriftstellerin und Essayistin                                                                          | 78    |       |
| 14. Februar | Lindsay Bernard Hall                  | britisch-australischer Maler, Lehrer und Museumsdirektor                                                           | 75    |       |
| 14. Februar | Henri Hauvette                        | französischer Romanist und Literarhistoriker                                                                       | 70    |       |
| 14. Februar | Hans Licht                            | deutscher Landschaftsmaler                                                                                         | 58    |       |
| 14. Februar | Wilhelm von Meister                   | deutscher Diplomat und Politiker                                                                                   | 72    |       |
| 14. Februar | Antonius Mönch                        | deutscher römisch-katholischer Weihbischof                                                                         | 64    |       |
| 14. Februar | Johann Peter                          | böhmischer Schriftsteller                                                                                          | 76    |       |
| 14. Februar | Joseph Simon                          | US-amerikanischer Politiker                                                                                        | 84    |       |
| 14. Februar | Alfred Tritscheler                    | deutscher Jurist und Landrat                                                                                       | 64    |       |
| 15. Februar | Pierre-Paulin Andrieu                 | französischer Geistlicher, Kardinal der römisch-katholischen Kirche                                                | 85    |       |
| 15. Februar | Ronaldo de Carvalho                   | brasilianischer Lyriker und Diplomat                                                                               | 41    |       |
| 15. Februar | Basil Hall Chamberlain                | britischer Japanologe                                                                                              | 84    |       |
| 15. Februar | Maurice Croiset                       | französischer Gräzist                                                                                              | 88    |       |
| 15. Februar | Zsigmond Falk                         | ungarischer Schriftsteller und Redakteur                                                                           | 64    |       |
| 15. Februar | Hans Flemming                         | deutscher Luftschiffer                                                                                             | 48    |       |
| 15. Februar | Heinrich Freudenstein                 | deutscher Imker und Lehrer                                                                                         | 72    |       |
| 15. Februar | Erich Hossenfelder                    | deutscher Diplomat                                                                                                 | 59    |       |
| 15. Februar | Olof Jernberg                         | deutscher Landschaftsmaler                                                                                         | 79    |       |
| 15. Februar | George W. Prichard                    | US-amerikanischer Jurist, Politiker und Eigentümer von Bergwerken                                                  |       |       |
| 15. Februar | Ernst Robert Rudelt                   | deutscher konservativer Kommunalpolitiker und Mitglied des Sächsischen Landtages                                   | 75    |       |
| 15. Februar | George H. Sullivan                    | US-amerikanischer Politiker                                                                                        | 67    |       |
| 15. Februar | Harry Todd                            | US-amerikanischer Schauspieler                                                                                     | 71    |       |
| 16. Februar | Richard Aschenborn                    | deutscher Konteradmiral der Kaiserlichen Marine                                                                    | 87    |       |
| 16. Februar | Carolina Benedicks-Bruce              | schwedische Bildhauerin und Grafikerin                                                                             | 78    |       |
| 16. Februar | Johannes Du Plessis                   | südafrikanischer Theologe und Missionar                                                                            | 66    |       |
| 16. Februar | Friedrich Langhorst                   | deutscher Politiker                                                                                                | 62    |       |
| 16. Februar | Miltiades Manno                       | ungarischer Künstler und Sportler                                                                                  | 55    |       |
| 16. Februar | N. Monroe Marshall                    | US-amerikanischer Bankier und Politiker (Republikanische Partei)                                                   | 80    |       |
| 16. Februar | Laura Schaberg                        | deutsche Malerin                                                                                                   |       |       |
| 16. Februar | Tom Vallance                          | schottischer Fußballspieler                                                                                        | 78    |       |
| 17. Februar | Sébastien Gegauff                     | deutscher und französischer Landwirt und Landtagsabgeordneter                                                      | 73    |       |
| 17. Februar | Alfred Hughes                         | britischer Segler                                                                                                  |       |       |
| 17. Februar | Vincas Mickevičius-Kapsukas           | litauischer KP-Führer und Regierungschef                                                                           | 54    |       |
| 18. Februar | Benita von Falkenhayn                 | deutsche Spionin                                                                                                   | 34    |       |
| 18. Februar | Ernst Finkenstaedt                    | deutscher Jurist und Politiker                                                                                     | 73    |       |
| 18. Februar | Renate von Natzmer                    | deutsche Spionin                                                                                                   | 36    |       |
| 19. Februar | Heinrich Hasse                        | deutscher Philosoph                                                                                                | 50    |       |
| 19. Februar | Itthithepsan Kritakara                | thailändischer Architekt und Künstler                                                                              | 45    |       |
| 19. Februar | Eugen Landau                          | deutscher Bankier                                                                                                  | 82    |       |
| 19. Februar | Joseph H. O’Neil                      | US-amerikanischer Politiker                                                                                        | 81    |       |
| 19. Februar | Kurt von Pritzelwitz                  | preußischer General der Infanterie im Ersten Weltkrieg                                                             | 80    |       |
| 19. Februar | Oskar Smreker                         | österreichischer Bauingenieur                                                                                      | 80    |       |
| 20. Februar | Douglas Doty                          | US-amerikanischer Drehbuchautor                                                                                    | 60    |       |
| 20. Februar | Hermann Knoll                         | Priester der Diözese Speyer, Spiritual, bayerischer Offizier im Ersten Weltkrieg, Kriegsversehrter                 | 37    |       |
| 21. Februar | Alfred Faure                          | französischer Radrennfahrer                                                                                        | 51    |       |
| 21. Februar | Hermann Joseph Hürth                  | deutscher Architekt                                                                                                | 87    |       |
| 21. Februar | Georg Janny                           | österreichischer Bühnenbild-, Landschafts- und Figurenmaler                                                        | 70    |       |
| 21. Februar | Karl Kaiser                           | liechtensteinischer Landwirt und Politiker                                                                         | 68    |       |
| 21. Februar | Luis Pardo                            | chilenischer Kapitän des Dampfschiffes Yelcho                                                                      | 52    |       |
| 21. Februar | Bernhard Solger                       | deutscher Anatom und Hochschullehrer                                                                               | 85    |       |
| 21. Februar | Alfred Uihlein                        | Mitbesitzer und Vorstand der Joseph Schlitz Brewing Company                                                        | 82    |       |
| 22. Februar | Elisabeth Bernoulli                   | Schweizer Frauenrechtlerin                                                                                         | 61    |       |
| 22. Februar | Hedwig von Redern                     | deutsche Erzählerin                                                                                                | 68    |       |
| 22. Februar | Albrecht Riezler                      | deutscher Maler | 78    |       |
| 22. Februar | Joseph Rudolf                         | elsässischer Landwirt und Landtagsabgeordneter                                                                     | 87    |       |
| 23. Februar | Emma Adler                            | österreichische Journalistin, Schriftstellerin, Sozialistin                                                        | 76    |       |
| 23. Februar | Johannes Duiker                       | niederländischer Architekt und Autor                                                                               | 44    |       |
| 23. Februar | Gustav Groß                           | österreichischer Nationalökonom und Politiker                                                                      | 78    |       |
| 23. Februar | Heinrich Hensel                       | deutscher Opernsänger                                                                                              | 60    |       |
| 23. Februar | Franz Rost                            | deutscher Chirurg und Hochschullehrer                                                                              | 50    |       |
| 23. Februar | Václav Sochor                         | böhmischer Historienmaler                                                                                          | 79    |       |
| 23. Februar | Ludwig Sternberg                      | deutscher Schauspieler und Reuter-Rezitator                                                                        | 77    |       |
| 24. Februar | Fritz Bosset                          | Schweizer Politiker (FDP)                                                                                          | 82    |       |
| 24. Februar | John Hendrickson                      | US-amerikanischer Sportschütze                                                                                     | 52    |       |
| 24. Februar | Hans Küfner                           | bayrischer Politiker                                                                                               | 63    |       |
| 24. Februar | John Tait Robertson                   | schottischer Fußballspieler und -trainer                                                                           | 58    |       |
| 24. Februar | Josef Wille                           | österreichischer Politiker (CSP), Abgeordneter zum Nationalrat                                                     | 79    |       |
| 24. Februar | Hermann Worch                         | deutscher sozialdemokratischer Regierungsrat                                                                       | 45    |       |
| 24. Februar | Valentin Zietara                      | deutsch-polnischer Graphiker                                                                                       | 52    |       |
| 25. Februar | Savile Crossley, 1. Baron Somerleyton | britischer Offizier und Politiker (Liberal Party, Liberalen Unionisten), Mitglied des House of Commons             | 77    |       |
| 25. Februar | Louis De Geer                         | schwedischer Politiker, der für 121 Tage Ministerpräsident von Schweden war                                        | 80    |       |
| 25. Februar | Jakob Kienzle                         | deutscher Unternehmer und Uhrenfabrikant                                                                           | 75    |       |
| 25. Februar | John Morrow                           | US-amerikanischer Politiker                                                                                        | 69    |       |
| 26. Februar | John Victor Bergquist                 | US-amerikanischer Komponist und Organist                                                                           | 57    |       |
| 26. Februar | Liborius von Frank                    | österreichischer Feldzeugmeister, Geheimer Rat, Kommandierender General im Banat                                   | 86    |       |
| 26. Februar | Albrecht von Rechenberg               | deutscher Gouverneur in Deutsch-Ostafrika, Generalkonsul in Warschau und Politiker (Zentrum), MdR                  | 73    |       |
| 26. Februar | Aennchen Schumacher                   | „Lindenwirtin“ in Bad Godesberg                                                                                    | 75    |       |
| 27. Februar | Paul Bardtke                          | deutscher Beamter und Hochschullehrer                                                                              | 62    |       |
| 27. Februar | Sigmund Meyer                         | deutscher Ingenieur, Industrieller und Politiker (DDP) im Bremer Senat                                             | 61    |       |
| 28. Februar | Wilhelm Dieck                         | deutscher Zahnmediziner                                                                                            | 68    |       |
| 28. Februar | Chiquinha Gonzaga                     | brasilianische Komponistin                                                                                         | 87    |       |
| 28. Februar | Alexander Willem Frederik Idenburg    | niederländischer Politiker (ARP)                                                                                   | 73    |       |
| 28. Februar | Franz Stumpf                          | österreichischer Politiker (CS), Abgeordneter zum Nationalrat, Landeshauptmann von Tirol, Mitglied des Bundesrates | 58    |       |
| 28. Februar | Rudolf Sturany                        | österreichischer Malakologe                                                                                        | 67    |       |
| 28. Februar | Marie Wolf                            | Schweizer Unternehmerin                                                                                            | 66    |       |
|             | Philip Kelso                          | schottischer Fußballtrainer                                                                                        | 63    |       |

## März
| Tag      | Name                                   | Beruf, bekannt als                                                                                        | Alter | Beleg |
| -------- | -------------------------------------- | --- | ----- | ----- |
| 1. März  | Nikolaus Bares                         | deutscher römisch-katholischer Bischof                                                                    | 64    |       |
| 1. März  | Iwan Brandes                           | deutscher Marineoffizier, zuletzt Konteradmiral                                                           | 53    |       |
| 1. März  | William Degouve de Nuncques            | Künstler des belgischen Symbolismus                                                                       | 68    |       |
| 1. März  | Norbert Ortner                         | österreichischer Internist                                                                                | 69    |       |
| 2. März  | Wilhelm Eich                           | österreichischer Politiker (SDAP), Mitglied des Bundesrates                                               | 77    |       |
| 2. März  | Siegfried Jelenko                      | österreichischer Theaterschauspieler und Theaterregisseur                                                 | 76    |       |
| 2. März  | Samuel Sachs                           | amerikanischer Investmentbankier                                                                          | 83    |       |
| 3. März  | Giovanni de Martino                    | italienischer Bildhauer                                                                                   | 65    |       |
| 3. März  | Jakob Holtmann                         | deutscher Bildhauer                                                                                       | 71    |       |
| 3. März  | Andreas Rau                            | Landtagsabgeordneter Großherzogtum Hessen                                                                 | 77    |       |
| 3. März  | Arturo Triangi di Maderno e Laces      | italienischer Konteradmiral, Marineminister und Senator                                                   | 71    |       |
| 4. März  | Silvia Andrea                          | Schweizer Schriftstellerin                                                                                | 94    |       |
| 4. März  | Léopold Lambert                        | französischer Automatenbauer                                                                              | 80    |       |
| 4. März  | Scott White                            | US-amerikanischer Politiker                                                                               | 78    |       |
| 5. März  | Leo Alport                             | deutscher Bankier und Industrieller                                                                       | 72    |       |
| 5. März  | Johannes Biernatzki                    | deutscher evangelisch-lutherischer Geistlicher und Kunsthistoriker                                        | 85    |       |
| 5. März  | Hans Schemm                            | deutscher Politiker (NSDAP), MdR, Gauleiter                                                               | 43    |       |
| 5. März  | August von Vangerow                    | deutscher Verlagsbuchhändler und Druckereibesitzer                                                        | 71    |       |
| 6. März  | Franz Heerdt                           | Landtagsabgeordneter Großherzogtum Hessen                                                                 | 88    |       |
| 6. März  | Karel Hugo Hilar                       | tschechischer Theaterintendant                                                                            | 49    |       |
| 6. März  | Oliver Wendell Holmes, Jr.             | amerikanischer Rechtswissenschaftler und Richter                                                          | 93    |       |
| 6. März  | Max Hussarek von Heinlein              | österreichischer Politiker                                                                                | 69    |       |
| 6. März  | Christian Meurer                       | deutscher Staats- und Kirchenrechtler                                                                     | 79    |       |
| 7. März  | Jacques Deprat                         | französischer Geologe, Paläontologe und Schriftsteller                                                    | 54    |       |
| 7. März  | William Duane                          | US-amerikanischer Physiker                                                                                | 63    |       |
| 7. März  | Leonid Iwanowitsch Fjodorow            | russischer Bischof                                                                                        | 55    |       |
| 7. März  | Max Hoferer                            | deutscher Autor                                                                                           | 82    |       |
| 7. März  | Thorolf Holmboe                        | norwegischer Landschaftsmaler, Marinemaler und Kunstgewerbler                                             | 68    |       |
| 7. März  | Karl Kohl                              | deutscher Politiker                                                                                       | 65    |       |
| 8. März  | Willibald Adam                         | deutscher Geistlicher und Abt des bayerischen Benediktinerklosters Metten                                 | 61    |       |
| 8. März  | Max Fluß                               | österreichischer Geographiehistoriker und Gymnasiallehrer                                                 | 46    |       |
| 8. März  | Julius Frenzel                         | deutscher Lehrer und Heimatforscher                                                                       | 73    |       |
| 8. März  | Gustaw Gwozdecki                       | polnisch-französischer Bildhauer, Maler, Grafiker und Kunstschriftsteller                                 | 54    |       |
| 8. März  | Sepp Hubatsch                          | österreichischer Architekt                                                                                | 62    |       |
| 8. März  | Malcolm R. Patterson                   | US-amerikanischer Politiker                                                                               | 73    |       |
| 8. März  | Felix Renker                           | deutscher Bühnenautor                                                                                     | 67    |       |
| 8. März  | Ruan Lingyu                            | chinesische Schauspielerin der Stummfilmzeit                                                              | 24    |       |
| 8. März  | Paul Rudolph                           | deutscher Optiker                                                                                         | 76    |       |
| 9. März  | Edmund von Hellmer                     | österreichischer Bildhauer                                                                                | 84    |       |
| 9. März  | Ganesh Prasad                          | indischer Mathematiker                                                                                    | 58    |       |
| 9. März  | Gustav Scheu                           | Rechtsanwalt in Wien und kurze Zeit auch Wiener Stadtpolitiker                                            | 59    |       |
| 10. März | Milda Petrowna Draule                  | russische Ehefrau des Mörders des Sergei Mironowitsch Kirow                                               | 33    |       |
| 10. März | Johannes Kiep                          | deutscher Kaufmann und Konsul                                                                             | 87    |       |
| 10. März | Otto Laemmerhirt                       | deutscher Landschafts- und Marinemaler                                                                    | 77    |       |
| 10. März | Paul Scherrer                          | Schweizer Politiker                                                                                       | 72    |       |
| 11. März | Yusuf Akçura                           | Vertreter des Turanismus und Panturkismus                                                                 |       |       |
| 11. März | Karl von Muff                          | württembergischer Generalleutnant                                                                         | 88    |       |
| 12. März | Immanuel Benzinger                     | deutscher evangelischer Theologe und Orientalist                                                          | 70    |       |
| 12. März | Joseph Delmont                         | österreichischer Filmregisseur und Schriftsteller                                                         | 61    |       |
| 12. März | Jörg Geuder                            | deutscher Lehrer und Dichter                                                                              | 73    |       |
| 12. März | Max Juen                               | österreichischer Politiker (CSP), Landtagsabgeordneter zum Vorarlberger Landtag, Mitglied des Bundesrates | 49    |       |
| 12. März | Wilhelm Modersohn                      | deutscher Jurist                                                                                          | 75    |       |
| 12. März | Mihajlo Idvorski Pupin                 | US-amerikanischer Physiker und Schriftsteller serbischer Herkunft                                         | 80    |       |
| 12. März | Karl Richter                           | österreichischer Politiker (SDAP), Landtagsabgeordneter, Stadtrat in Wien                                 | 59    |       |
| 12. März | Malcolm Smith                          | schottischer Politiker                                                                                    | 78    |       |
| 13. März | Jean Fischer                           | französischer Radrennfahrer                                                                               | 67    |       |
| 13. März | Richard Mollier                        | deutscher Physiker                                                                                        | 71    |       |
| 13. März | Jan Michał Rozwadowski                 | polnischer Sprachwissenschaftler                                                                          | 67    |       |
| 14. März | Tommy Bonnesen                         | dänischer Mathematiker                                                                                    | 61    |       |
| 14. März | Albert Douglas                         | US-amerikanischer Politiker                                                                               | 82    |       |
| 14. März | Arthur Hantzsch                        | deutscher Chemiker                                                                                        | 78    |       |
| 15. März | Georg Albert Geßler                    | deutscher Jurist                                                                                          | 83    |       |
| 15. März | Veit Innerkofler                       | Südtiroler Bauer und Bergführer                                                                           | 78    |       |
| 15. März | Mahmud Muhtar Pascha                   | osmanischer und türkischer Militär und Diplomat                                                           | 68    |       |
| 15. März | Alan Murray, 5. Earl of Mansfield      | britischer Peer und Politiker                                                                             | 70    |       |
| 15. März | James Duncan McGregor                  | kanadischer Rinderzüchter, Vizegouverneur von Manitoba                                                    | 74    |       |
| 15. März | Johan Ramstedt                         | schwedischer Politiker und Ministerpräsident                                                              | 82    |       |
| 15. März | Marie Raschke                          | deutsche Juristin                                                                                         | 85    |       |
| 15. März | Ernst Schmidheiny                      | Schweizer Industrieller und Politiker                                                                     | 63    |       |
| 15. März | Beatrice Sutter-Kottlar                | österreichische Opernsängerin (Sopran) und Gesangslehrerin                                                | 52    |       |
| 16. März | George Lytle Beam                      | US-amerikanischer Fotograf                                                                                | 66    |       |
| 16. März | Walter M. Chandler                     | US-amerikanischer Politiker                                                                               | 67    |       |
| 16. März | John James Rickard Macleod             | schottisch-kanadischer Physiologe                                                                         | 58    |       |
| 16. März | August Müssle                          | badischer Bildhauer                                                                                       | 63    |       |
| 16. März | Aaron Nimzowitsch                      | lettischer Schachspieler und -theoretiker                                                                 | 48    |       |
| 16. März | Prisdang                               | thailändischer Diplomat und Schriftsteller                                                                | 84    |       |
| 16. März | Alfred Schröder                        | deutscher katholischer Historiker und Hochschullehrer                                                     | 70    |       |
| 16. März | Hans Westermann                        | deutscher Politiker (SPD, KPD), MdHB und antifaschistischer Widerstandskämpfer                            | 45    |       |
| 17. März | William John Adie                      | Neurologe                                                                                                 | 48    |       |
| 17. März | Frank Swift Bourns                     | US-amerikanischer Ornithologe                                                                             | 68    |       |
| 17. März | Mary Grant Carmichael                  | englische Komponistin und Pianistin                                                                       |       |       |
| 17. März | Adam Senger                            | deutscher Geistlicher, Bamberger Weihbischof                                                              | 74    |       |
| 17. März | Antonino Zecchini                      | italienischer Geistlicher, römisch-katholischer Bischof                                                   | 70    |       |
| 18. März | Franz Josef Brakl                      | österreichischer Opern- und Operettensänger (Tenor), Theaterdirektor und Galerist                         | 80    |       |
| 18. März | Gustav Korell                          | Landtagsabgeordneter Großherzogtum Hessen                                                                 | 63    |       |
| 18. März | Charles Sangster                       | britischer Erfinder und Unternehmer                                                                       | 62    |       |
| 18. März | Friedrich von Szápáry                  | österreich-ungarischer Diplomat                                                                           | 65    |       |
| 19. März | Friedrich Broede                       | deutscher Kommunist                                                                                       | 44    |       |
| 19. März | Carl Duisberg                          | deutscher Chemiker und Industrieller                                                                      | 73    |       |
| 19. März | Rüdiger Etzdorf                        | preußischer Verwaltungsjurist und Landrat                                                                 | 82    |       |
| 19. März | Hans Rudolph von Langen                | deutscher Industrieller und Gutsbesitzer                                                                  | 72    |       |
| 19. März | Julius Lellbach                        | deutscher Reichsgerichtsrat                                                                               | 61    |       |
| 19. März | Gustav Adelbert Seyler                 | deutscher Bibliothekar und Heraldiker                                                                     | 89    |       |
| 20. März | Alice Bensheimer                       | Frauenrechtlerin und Schriftführerin des Bundes Deutscher Frauenvereine                                   | 70    |       |
| 20. März | Hermann Dischler                       | deutscher Maler                                                                                           | 68    |       |
| 20. März | Hayami Gyoshū                          | japanischer Maler                                                                                         | 40    |       |
| 20. März | Jón Þorláksson                         | isländischer Politiker                                                                                    | 58    |       |
| 21. März | William Conklin                        | US-amerikanischer Schauspieler der Stummfilmzeit                                                          | 62    |       |
| 21. März | Johannes Jehle                         | deutscher Orgelbauer und Komponist                                                                        | 53    |       |
| 21. März | Marie Müller                           | österreichische Malerin                                                                                   | 87    |       |
| 21. März | Wilhelm Niemann                        | deutscher Navigationsoffizier der DO-X und erster deutscher Flugschiffspostmeister                        | 42    |       |
| 21. März | Selig Scheuermann                      | deutscher jüdischer Lehrer und Chasan                                                                     | 61    |       |
| 21. März | Josef Stärk                            | deutscher Bildhauer                                                                                       | 81    |       |
| 22. März | Wilhelm Eggler                         | deutscher Jurist und Politiker (Zentrum), MdL                                                             | 58    |       |
| 22. März | Heinrich Gall                          | deutscher Chemiker                                                                                        | 35    |       |
| 22. März | Arthur Constantin Krebs                | französischer Erfinder, Luftfahrt-, Unterseeboot- und Motorfahrzeugpionier                                | 84    |       |
| 22. März | Alexander Moissi                       | österreichischer Schauspieler                                                                             | 55    |       |
| 22. März | Franz Roblek                           | österreichischer Politiker                                                                                | 69    |       |
| 22. März | William Trenckmann                     | US-amerikanischer Schriftsteller, Verleger und Abgeordneter                                               | 75    |       |
| 23. März | Otto Bardenhewer                       | deutscher Patrologe                                                                                       | 84    |       |
| 23. März | Thomas Atkinson Jenkins                | US-amerikanischer Romanist und Mediävist                                                                  | 66    |       |
| 23. März | Friedrich von Langermann und Erlencamp | deutscher Rittergutsbesitzer und Landrat                                                                  | 80    |       |
| 23. März | Otto Lanz                              | Schweizer Chirurg                                                                                         | 69    |       |
| 23. März | Emilija Karlowna Pawlowskaja           | russische Opernsängerin, Kammersängerin und Gesangslehrerin                                               | 81    |       |
| 24. März | John W. Leedy                          | US-amerikanischer Politiker                                                                               | 86    |       |
| 24. März | Julius Friedrich Lehmann               | deutscher Verleger, Unterstützer der Nationalsozialisten                                                  | 70    |       |
| 24. März | Paul Prieß                             | deutscher Verwaltungsjurist, Oberbürgermeister von Bielefeld                                              | 55    |       |
| 25. März | Arthur Dix                             | deutscher Ökonom und Geopolitiker                                                                         | 59    |       |
| 25. März | Percy Moran                            | US-amerikanischer Maler                                                                                   | 72    |       |
| 26. März | Yosano Tekkan                          | japanischer Lyriker und Literaturkritiker                                                                 | 62    |       |
| 25. März | Linna Vogel Irelan                     | US-amerikanische Malerin und Keramikerin deutscher Herkunft                                               | 88    |       |
| 27. März | Gustav Binder                          | deutscher Feuerwehrmann und Ehrenbürger von Heilbronn                                                     | 80    |       |
| 27. März | Josef Bleyer                           | bayerischer Staatsrat und Bürgermeister von Regensburg                                                    | 56    |       |
| 27. März | Helene Gries-Danican                   | deutsche Malerin                                                                                          | 60    |       |
| 27. März | Albert König                           | Eisenbahnarbeiter und Abgeordneter                                                                        | 60    |       |
| 28. März | Jean Mascart                           | französischer Mathematiker und Astronom                                                                   | 63    |       |
| 28. März | Ingbert Naab                           | deutscher katholischer Priester und Angehöriger des Kapuzinerordens                                       | 49    |       |
| 28. März | Ernst M. Roloff                        | deutscher Philologe und Pädagoge                                                                          | 67    |       |
| 28. März | Barend Sijmons                         | niederländischer Mediävist und Indogermanist                                                              | 81    |       |
| 28. März | Richard Wagner                         | deutscher Pilot, Flugkapitän von Flugbooten und Chefeinflieger bei Dornier                                | 41    |       |
| 29. März | Theo Christen                          | Schweizer Politiker                                                                                       | 51    |       |
| 29. März | William J. Forsyth                     | US-amerikanischer Maler                                                                                   | 80    |       |
| 29. März | Tina Kofler                            | österreichische Malerin und Zeichnerin                                                                    | 62    |       |
| 29. März | Leopold Loeske                         | deutscher Uhrmacher und Amateur-Bryologe                                                                  | 69    |       |
| 29. März | Jules-Joseph Moury                     | französischer Ordensgeistlicher, Apostolischer Vikar der Elfenbeinküste                                   | 61    |       |
| 29. März | Erich Preuner                          | deutscher Epigraphiker, Klassischer Archäologe und Hochschullehrer                                        | 67    |       |
| 29. März | Edward Albert Sharpey-Schafer          | englischer Physiologe                                                                                     | 84    |       |
| 29. März | Ernst Wagner-Hohenlobbese              | deutscher Sportschütze                                                                                    | 69    |       |
| 30. März | Ludwig Maria Hugo                      | römisch-katholischer Geistlicher, Bischof von Mainz (1921–1935)                                           | 64    |       |
| 30. März | Edwin Hunter                           | US-amerikanischer Tennisspieler                                                                           | 61    |       |
| 30. März | Adolf Maier                            | österreichischer Politiker (CSP), Landtagsabgeordneter                                                    | 73    |       |
| 30. März | Wilhelm von Stumm                      | deutscher Diplomat                                                                                        | 66    |       |
| 31. März | Ernst Delbanco                         | deutscher Dermatologe                                                                                     | 66    |       |
| 31. März | Friedrich von Heimburg                 | deutscher Verwaltungs- und Hofbeamter und Parlamentarier                                                  | 75    |       |
|          | Robert Brown                           | englischer Fußballtrainer                                                                                 |       |       |
|          | Bertram Martin Wilson                  | britischer Mathematiker                                                                                   | 38    |       |